# خالد المكراد
الفريق خالد راكان حمد المكراد، عسكري كويتي، يرأس قوة الإطفاء العام منذ إنشائها في 6 سبتمبر 2020، وكان قبل ذاك مديرًا عامًا للإدارة العامة للإطفاء ما بين 8 أغسطس 2016 إلى تاريخ حلها.

## عنه
في 28 يونيو 2009، رُقي بقرار إداري من اللواء جاسم المنصوري من رتبة مقدم إلى رتبة عقيد، وفي 22 مايو 2012، رقي إلى رتبة عميد، وعُيّن نائبًا لمدير عام الإدارة العامة للإطفاء اللواء جاسم المنصوري، بعد أن كان يشغل منصب مدير إدارة الإطفاء البحري. وفي 8 أبريل 2015، رُقي إلى رتبة لواء، وفي 8 أغسطس 2016، قُلِد رتبة فريق من قبل وزير الدولة لشؤون مجلس الوزراء الشيخ محمد عبد الله المبارك الصباح بموجب مرسوم أميري صدر بهذا الشأن من قبل أمير دولة الكويت - آنذاك - الشيخ صباح الأحمد الجابر الصباح، وعُيّن مديرًا عامًا للإدارة العامة للإطفاء.

## مناصب
- رئيس مركز الشعيبة البحري
- رئيس مركز الخيران للإنقاذ البحري (2005)
- مدير إدارة الإطفاء البحري
- نائب مدير عام الإدارة العامة للإطفاء (2012)
- مدير عام الإدارة العامة للإطفاء (2016)
- رئيس قوة الإطفاء العام (2020 - في المنصب)

## أوسمة
مُنِح وسام الواجب العسكري من الدرجة الأولى بأمر أميري صدر في 28 مايو 2012 من أمير دولة الكويت الشيخ صباح الأحمد الجابر الصباح، تقديرًا لشخص ومهنة وعمل رجل الإطفاء، وشمل الأمر الأميري 236 رجل إطفاء من ضباط وضباط صف ممن خدموا «بجد وإخلاص» الإدارة العامة للإطفاء لأكثر من 25 سنة.